# باريس تورز 2000
باريس تورز 2000 (بالفرنسية: Paris-Tours 2000)‏ هو سباق دراجات هوائية، وهو الموسم رقم 94 من باريس تورز، وأقيم في 8 أكتوبر 2000 ضمن سباقات كأس العالم لسباق الدراجات على الطريق 2000 ‏.
فاز بالمركز الأول أندريا تافي، وبالمركز الثاني أندريه تشميل، وبالمركز الثالث دانيلي نارديلو.

## الفائزون
| الترتيب | الفائز         |
| ------- | -------------- |
| الفائز  | أندريا تافي    |
| الثاني  | أندريه تشميل   |
| الثالث  | دانيلي نارديلو |